# Pottsville (Arkansas)
Pottsville é uma cidade  localizada no estado americano de Arkansas, no Condado de Pope.

## Demografia
Segundo o censo americano de 2000, a sua população era de 1271 habitantes.
Em 2006, foi estimada uma população de 2466, um aumento de 1195 (94.0%).

## Geografia
De acordo com o United States Census Bureau, a localidade tem uma área de 19,4 km², sem área coberta por água.

## Localidades na vizinhança
O diagrama seguinte representa as localidades num raio de 32 km ao redor de Pottsville.